# 신도 나오미
신도 나오미(일본어: 進藤 尚美 しんどう なおみ[*], 1972년 11월 9일 ~ )는 일본의 여성 성우. 교토부 출신. 아오니 프로덕션 소속.

## 출연작
- 4월은 너의 거짓말 - 미야조노 료코
- 가이킹 LEGEND OF DAIKU-MARYU - 하야미 나오토, 베스타느
- 강철의 연금술사 - 레베카 카테리나
- 게게게의 키타로 6기 - 모모야마 미야비의 어머니
- 겁쟁이 페달 - 미도스지 아키라의 어머니
- 경계의 저편 - 신도 아야카
- 교토탐정 홈즈 - 미야시타 자매의 엄마
- 기동전사 건담 시리즈
  - 기동전사 건담 SEED, 기동전사 건담 SEED DESTINY - 카가리 유라 아스하, 아이린 카나바, 토리
  - 기동전사 건담 SEED ASTRAY - 프로페서
  - 기동전사 건담 AGE - 알리 레인, 마리 레이스, 유우(3부)
- 노 게임 노 라이프 - 무녀
- 더 서드 ~푸른 눈동자의 소녀~ - 에스멜
- 도사의 무녀 - 야나세 슈코
- 도키메키 메모리얼 Girls Side 2nd Kiss - 토도 타츠코
- 드래곤볼 超 - 마지=카요
- 디스크 전사 어벤져스 - 다이아몬드 백
- 디지몬 스토리 사이버 슬루스 - 사나다 아라타 (어렸을 때), 여성체 디지몬들 공용 대사
- 롯테의 장난감 - 엔야 니우하레
- 마기 - 엘리자베스, 예카테리나(TVA 오리지널)
- 마브러브 얼터너티브 토탈 이클립스 - 타카무라 센나
- 마이오토메, 마이 오토메 츠바이 - 시즈루 비올라
- 마이히메 - 후지노 시즈루
- 마크로스 제로 - 아리에스 터너
- 명탐정 코난 - 무라카미 사나(952화 엑스트라)
- 미래일기 - 난바 타로
- 백화요란 사무라이 브라이드 - 사사키 코지로
- 보보보보 보보보 - 헷포코마루(이까스뀌리)
- 볼룸에 오신 것을 환영합니다 - 스기사키 요시코
- 북두무쌍, 진 북두무쌍 - 마미야
- 빈곤자매 이야기 - 에치고야 킨코
- 빙과 - 유아사 쇼코
- 사키 아치가편 - 아카도 하루에, 모리가키 유우카
- 서몬나이트 3 - 윌 말디니
- 소닉 X - 크리스의 어머니
- 슈팅 바쿠간 - 리나 아이시스(바쿠간 BG)
- 식극의 소마 - 쿠라키 시노
- 십이국기 - 류 리사이
- 아이돌 마스터 제노그라시아 - 미나모토 치카코
- 어떤 마술의 금서목록 Ⅲ - 엘리자리나
- 영웅전설 섬의 궤적 - 안젤리카 로그너, 세드릭 라이제 아르노르(3편부터)
- 영웅전설 제로의 궤적 - 소냐 벨츠
- 예를 들어 라스트 던전 앞 마을의 소년이 초반 마을에서 사는 듯한 이야기 - 롤 칼시페
- 오! 나의 여신님 - 요시다 쇼헤이
- 오네가이 티쳐 - 여자 아나운서
- 우리들의 - 타나카 미스미
- 우주의 스텔비아 - 레일라 발트
- 유루캠△ - 이누야마 미네코
- 원피스 - 어린 시절의 코자, 칼리파, 도미노, 빅토리아 신드리(생전), 리리카
- 월드 트리거 - 기자
- 은혼 - 승리의 여신, 마담 야가미
- 전국무쌍 - 모리 란마루, 타치바나 긴치요
- 전장의 발큐리아 - 일레느 엘레트(게임, 애니)
- 진심으로 날 사랑해라!A - 마츠나가 미사고
- 진 여신전생 데빌 칠드런 라이트&다크 - 진
- 천보이문 아야카시 아야시 - 어린 류도 유키아츠
- 청의 엑소시스트 - 스구로 토라코
- 체포하겠어 2기 - 매니저
- 최약무패의 신장기룡 - 라피 아티스마타
- 출동! 머신로보 레스큐 - 에이스 호노오
- 치하야후루 - 와카미야 시호
- 카노콘 - 타마모
- 커렉터 유이 2기 - 아즈사
- 격투! 크러시기어 TURBO - 마루메 크로우드
- 클래시컬로이드 제 2 시리즈 - 소스케의 엄마
- 테일즈 오브 제스티리아 - 아타크
- 포켓몬스터 베스트 위시스 - 아라라기 박사(주박사)
- 페어리 테일 - 이카루가
- 폭전슛 베이블레이드(탑블레이드) - 캐시 글로리아
- 프리파라 - 웨스트 남매의 어머니
- 하야테x블레이드 - 카미죠 마키 (드라마 CD)
- 호시아이의 하늘 - 츠키노세 나오의 엄마
- 히어로맨 - 베라 콜린스
- beatmania IIDX - 우메기리 히후미 (드라마 CD, 파치슬롯, beatmania IIDX 29 CastHour 시스템 보이스)
- GEAR전사 덴도 - 쿠사나기 호쿠토
- KING OF PRISM Shiny Seven Stars III 레오x유우x알렉 - 사이온지 논
- MAGIC KAITO - 콘노 에리카
- TARI TARI - 아야베 마이